# 1236
| [ Edytuj tabelę ]                          |                                                               |
| Książę Małopolski                          | - 1232 Henryk I Brodaty 1238                                  |
| Książę Wielkopolski                        | - 1229 Władysław Odonic 1239                                  |
| Król Angkoru                               | - 1218 Indrawarman II 1244                                    |
| Król Anglii                                | - 1216 Henryk III 1272                                        |
| Król Aragonii i Walencji, hrabia Barcelony | - 1213 Jakub I Zdobywca 1276                                  |
| Książę Bawarii                             | - 1231 Otto II 1253                                           |
| Margrabia Brandenburgii                    | - 1220 Otto III 1267                                          |
| Książę Burgundii                           | - 1218 Hugo IV 1272                                           |
| Cesarz Bizancjum                           | - 1222 Jan III Dukas Watatzes 1254                            |
| Car Bułgarii                               | - 1218 Iwan Asen II 1241                                      |
| Cesarz Chin                                | - 1224 Song Lizong 1264                                       |
| Król Cypru                                 | - 1218 Henryk I 1253                                          |
| Król Czech                                 | - 1230 Wacław I 1253                                          |
| Król Danii                                 | - 1202 Waldemar II Zwycięski 1241                             |
| Władca Egiptu                              | - 1218 Al-Kamil 1238                                          |
| Król Francji                               | - 1226 Ludwik IX Święty 1270                                  |
| Król Gruzji                                | - 1223 Rusudan 1245                                           |
| Hrabia Holandii                            | - 1234 Wilhelm II 1256                                        |
| Cesarz Japonii                             | - 1232 Shijō 1242                                             |
| Kalif                                      | - 1226 Al-Mustansir 1242                                      |
| Król Kastylii                              | - 1217 Ferdynand III Święty 1252                              |
| Król Kastylii i Leónu                      | - 1230 Ferdynand III Święty 1252                              |
| Patriarcha Konstantynopola                 | - 1222 German II 1240                                         |
| Władca Korei                               | - 1213 Kojong 1259                                            |
| Książę Litwy                               | - 1219 Dowsprunk 1238                                         |
| Cesarz Łaciński                            | - 1228 Baldwin II de Courtenay 1261 - 1231 Jan z Brienne 1237 |
| Kalif Maroka                               | - 1232 Abd al-Wahid II 1242                                   |
| Król Nawarry                               | - 1234 Tybald I 1253                                          |
| Król Norwegii                              | - 1217 Haakon IV Stary 1263                                   |
| Hrabia Palatynatu                          | - 1227 Otton I Bawarski 1253                                  |
| Papież                                     | - 1227 Grzegorz IX 1241                                       |
| Król Portugalii                            | - 1223 Sancho II 1248                                         |
| Sułtan Rumu                                | - 1220 Kajkubad I 1237                                        |
| Książę Rusi halickiej                      | - 1235 Michał I 1238 - 1236 Rościsław I 1238                  |
| Cesarz Rzymski (niemiecki)                 | - 1220 Fryderyk II 1250                                       |
| Książę Saksonii                            | - 1212 Albrecht I 1260                                        |
| Król Serbii                                | - 1234 Stefan Władysław 1243                                  |
| Król Singasari                             | - 1227 Anuśpati 1248                                          |
| Król Szkocji                               | - 1214 Aleksander II 1249                                     |
| Król Szwecji                               | - 1234 Eryk XI Eriksson 1250                                  |
| Doża Wenecji                               | - 1229 Jacopo Tiepolo 1249                                    |
| Król Węgier                                | - 1235 Bela IV 1270                                           |
| Wielki mistrz zakonu krzyżackiego          | - 1209 Hermann von Salza 1239                                 |

Rok 1236 / MCCXXXVI
stulecia: XII wiek ~
XIII wiek ~
XIV wiek

lata: 1226 «
1231 «
1232 «
1233 «
1234 «
1235 «
1236
» 1237
» 1238
» 1239
» 1240
» 1241
» 1246

## Wydarzenia w Polsce
- Dokonano translokacji Torunia ze Starego Torunia na obecne miejsce.
- Sztum został zdobyty przez Krzyżaków.
- Pierwsza wzmianka o Pruszkowie.

## Wydarzenia na świecie
- 14 stycznia – król Anglii Henryk III pojął za żonę Eleonorę z Prowansji.
- 20 czerwca – zawarto niezrealizowany układ z Kremmen na mocy którego małoletni książę dymiński Warcisław III miał zostać lennikiem margrabiów brandenburskich.
- 29 czerwca – rekonkwista: król Kastylii i Leónu Ferdynand III Święty zdobył Kordobę.
- 22 września – krucjaty północne: klęska kawalerów mieczowych w bitwie pod Szawlami (Litwa). Krzyżacy wzmocnieni byli dodatkowo posiłkami udzielonymi im przez ruski Psków.

- Po pobiciu mieszkających nad Wołgą Bułgarów Batu-chan rozpoczął wojny z Rusią.
- Fryderyk II prowadził wojnę z północnowłoskimi miastami, które popierał papież (do 1250)[1].

## Zmarli
- 16 lutego – Filipa Mareri, włoska klaryska, błogosławiona katolicka (ur. 1190-1200)
- 10 czerwca – Diana z Andalo, włoska dominikanka, błogosławiona katolicka (ur. 1201)
- Sawa, święty cerkwi serbskiej (zm. 1235 lub 1236; ur. 1175 lub 1176)